# Artemisia packardiae
Artemisia packardiae là một loài thực vật có hoa trong họ Cúc. Loài này được J.W.Grimes & Ertter mô tả khoa học đầu tiên năm 1979.